# Springarslutspel
Den här artikeln använder algebraisk schacknotation för att beskriva schackdragen.
Springarslutspel är slutspel i schack där, förutom kungarna, endast springare och bönder återstår.
Springarslutspel har vissa likheter med de rena bondeslutspelen. Springaren kan inte röra sig lika fort över längre avstånd som till exempel löpare och torn så tempo och fribönder är viktigt. 
Slutspelen kan kräva en hel del manövrerande för att få springarna i rätt position. Man måste hela tiden vara på sin vakt mot gafflar. Dragtvångsställningar är viktiga eftersom springaren inte kan triangulera.

## Springare och bonde mot kung
|   | a                                                             | b                                                             | c                                                             | d                                                             | e                                                             | f                                                             | g                                                             | h                                                             |   |
| 8 | c7 vit springare · b3 vit bonde · e2 svart kung · h1 vit kung | c7 vit springare · b3 vit bonde · e2 svart kung · h1 vit kung | c7 vit springare · b3 vit bonde · e2 svart kung · h1 vit kung | c7 vit springare · b3 vit bonde · e2 svart kung · h1 vit kung | c7 vit springare · b3 vit bonde · e2 svart kung · h1 vit kung | c7 vit springare · b3 vit bonde · e2 svart kung · h1 vit kung | c7 vit springare · b3 vit bonde · e2 svart kung · h1 vit kung | c7 vit springare · b3 vit bonde · e2 svart kung · h1 vit kung | 8 |
| 7 | c7 vit springare · b3 vit bonde · e2 svart kung · h1 vit kung | c7 vit springare · b3 vit bonde · e2 svart kung · h1 vit kung | c7 vit springare · b3 vit bonde · e2 svart kung · h1 vit kung | c7 vit springare · b3 vit bonde · e2 svart kung · h1 vit kung | c7 vit springare · b3 vit bonde · e2 svart kung · h1 vit kung | c7 vit springare · b3 vit bonde · e2 svart kung · h1 vit kung | c7 vit springare · b3 vit bonde · e2 svart kung · h1 vit kung | c7 vit springare · b3 vit bonde · e2 svart kung · h1 vit kung | 7 |
| 6 | c7 vit springare · b3 vit bonde · e2 svart kung · h1 vit kung | c7 vit springare · b3 vit bonde · e2 svart kung · h1 vit kung | c7 vit springare · b3 vit bonde · e2 svart kung · h1 vit kung | c7 vit springare · b3 vit bonde · e2 svart kung · h1 vit kung | c7 vit springare · b3 vit bonde · e2 svart kung · h1 vit kung | c7 vit springare · b3 vit bonde · e2 svart kung · h1 vit kung | c7 vit springare · b3 vit bonde · e2 svart kung · h1 vit kung | c7 vit springare · b3 vit bonde · e2 svart kung · h1 vit kung | 6 |
| 5 | c7 vit springare · b3 vit bonde · e2 svart kung · h1 vit kung | c7 vit springare · b3 vit bonde · e2 svart kung · h1 vit kung | c7 vit springare · b3 vit bonde · e2 svart kung · h1 vit kung | c7 vit springare · b3 vit bonde · e2 svart kung · h1 vit kung | c7 vit springare · b3 vit bonde · e2 svart kung · h1 vit kung | c7 vit springare · b3 vit bonde · e2 svart kung · h1 vit kung | c7 vit springare · b3 vit bonde · e2 svart kung · h1 vit kung | c7 vit springare · b3 vit bonde · e2 svart kung · h1 vit kung | 5 |
| 4 | c7 vit springare · b3 vit bonde · e2 svart kung · h1 vit kung | c7 vit springare · b3 vit bonde · e2 svart kung · h1 vit kung | c7 vit springare · b3 vit bonde · e2 svart kung · h1 vit kung | c7 vit springare · b3 vit bonde · e2 svart kung · h1 vit kung | c7 vit springare · b3 vit bonde · e2 svart kung · h1 vit kung | c7 vit springare · b3 vit bonde · e2 svart kung · h1 vit kung | c7 vit springare · b3 vit bonde · e2 svart kung · h1 vit kung | c7 vit springare · b3 vit bonde · e2 svart kung · h1 vit kung | 4 |
| 3 | c7 vit springare · b3 vit bonde · e2 svart kung · h1 vit kung | c7 vit springare · b3 vit bonde · e2 svart kung · h1 vit kung | c7 vit springare · b3 vit bonde · e2 svart kung · h1 vit kung | c7 vit springare · b3 vit bonde · e2 svart kung · h1 vit kung | c7 vit springare · b3 vit bonde · e2 svart kung · h1 vit kung | c7 vit springare · b3 vit bonde · e2 svart kung · h1 vit kung | c7 vit springare · b3 vit bonde · e2 svart kung · h1 vit kung | c7 vit springare · b3 vit bonde · e2 svart kung · h1 vit kung | 3 |
| 2 | c7 vit springare · b3 vit bonde · e2 svart kung · h1 vit kung | c7 vit springare · b3 vit bonde · e2 svart kung · h1 vit kung | c7 vit springare · b3 vit bonde · e2 svart kung · h1 vit kung | c7 vit springare · b3 vit bonde · e2 svart kung · h1 vit kung | c7 vit springare · b3 vit bonde · e2 svart kung · h1 vit kung | c7 vit springare · b3 vit bonde · e2 svart kung · h1 vit kung | c7 vit springare · b3 vit bonde · e2 svart kung · h1 vit kung | c7 vit springare · b3 vit bonde · e2 svart kung · h1 vit kung | 2 |
| 1 | c7 vit springare · b3 vit bonde · e2 svart kung · h1 vit kung | c7 vit springare · b3 vit bonde · e2 svart kung · h1 vit kung | c7 vit springare · b3 vit bonde · e2 svart kung · h1 vit kung | c7 vit springare · b3 vit bonde · e2 svart kung · h1 vit kung | c7 vit springare · b3 vit bonde · e2 svart kung · h1 vit kung | c7 vit springare · b3 vit bonde · e2 svart kung · h1 vit kung | c7 vit springare · b3 vit bonde · e2 svart kung · h1 vit kung | c7 vit springare · b3 vit bonde · e2 svart kung · h1 vit kung | 1 |
|   | a                                                             | b                                                             | c                                                             | d                                                             | e                                                             | f                                                             | g                                                             | h                                                             |   |

Springare och bonde vinner normalt mot ensam kung. Springaren försvarar bäst bonden bakifrån så att bonden kan gå i dam om springaren slås. Vissa ställningar där springaren står framför bonden, som den i diagrammet, är remi.
1...Kd3 2.b4 Kc4 3.b5 Kc5 4.Kg2 Kb6 med remi.
Mot en kantbonde finns det ett par andra remivändningar om bonden har nått sjunde raden (i båda fallen nedan hade vit vunnit om bonden varit kvar på sjätte raden).
I det första diagrammet ligger svarts möjlighet i att stänga in den vita kungen men det gäller att gå till rätt fält.
1...Kc7! leder till remi efter till exempel 2.Sf3 Kc8 3.Sd4 Kc7 4.Sb5+ Kc8 etc. 1...Kc8?? hade däremot varit ett misstag, Efter 2.Sf3 Kc7 3.Sd4 Kc8 4.Sb5 måste svart släppa ut den vita kungen. Har framgår betydelsen av att springaren växelvis går mellan vita och svarta fält.
Även det andra diagrammet är remi. Vit kan inte driva ut den svarta kungen ur hörnet.

## Springare mot bönder
Springaren har svårare än löparen att hindra bönder från att gå i dam. Den kan hålla remi mot två eller tre bönder men med bönder på båda flyglarna hinner den inte alltid med. Springaren har också svårt mot kantbönder som framgår av exemplet i det första diagrammet.
Efter 1.a6 kan svart inte stoppa bonden.
I det andra diagrammet kan däremot springaren lite överraskande hålla remi.
1.Sc1+ Kb2 2.Sd3+ Kc2 3.Sb4+ Kb3 4.Sd3 a2 5.Sc1+ och bonden faller.
I nästa diagram blir vits bönder för mycket för svarts springare.
53.Sxf7! Sxf7 54.e5 uppgivet.
Springaren kan inte stoppa båda bönderna.
Med bönder på bara en flygel och med kungen i närheten, som i det andra diagrammet, kan springaren vinna om det finns bönder kvar. Viktigt för svart är att undvika avbyte av den sista svarta bonden.
Svarts vinstplan är att tvinga vits h-bonde att avancera till h5 och sen erövra de vita bönderna. 
1...Kf7
Svart börjar med att ge plats för springaren på g6. 
2.Kg3 Sg6 3.Kh3 Ke6 4.Kg3 Ke5 5.h5
Bonden har tvingats avancera. Nu för svart sin kung till g5.
5...Se7 6.Kf3 Kf6 7.Kf4 Sc6 8.Ke4 Kg5
Vit kan nu inte längre gardera sina bönder. 
9.Kf3 Se5+ 10.Kg3 Sxg4 och svart vinner. 

## Springare och bonde mot springare
En ensam springare håller i de allra flesta fall remi mot springare och bonde genom att offra sig för bonden. Vinstchansen ligger i att med den egna springaren och kungen hindra motståndarens springare från att komma i närheten av bonden.
Om bonden når sjunde raden understödd av kungen vinner den vanligen. Om den är på sjätte raden är det ofta remi om den försvarande kungen är rätt placerad. I det första diagrammet är svarts kung för långt borta.
61.Kd6 Sb7+ 62.Kc7 Sa5 63.Sc4 uppgivet.
Med en långt framskjuten bonde går det också att vinna med hjälp av matthot och dragtvång, som i det andra diagrammet.
1.b6 Sb7 2.Se6 och om svart räddar sin springare med 2...Sa5 så är det matt i två drag med 3.Kc8 och 4.Sc7#.
Om svart hade varit vid draget hade han hållit remi med 1...Sc4.

## Springare och bönder på båda sidor
Slutspel med springare och bönder på båda sidor har vissa likheter med de rena bondeslutspelen. Tempo och forcering av fribönder är viktigt och en avlägsen fribonde kan vara avgörande. Man måste se upp med att motståndaren inte når en remiställning genom att offra springaren för återstående bönder. 
I det första partiexemplet har vit, utöver fribonden, en bättre kung. Vit kan tvinga svart att offra springaren men måste först hindra att svart byter av alla bönder på kungsflygeln.
70.Sd5 Sd7 71.g5 h6 72.Sf6 Sb6 73.h4 hxg5 74.hxg5 Kf8 75.Kc5 Sa4+ 76.Kd6 Kg7 77.Kc6 Kf8
Se det andra diagrammet.
Nu är vit redo att avancera med bonden. Svart kan inte gå efter g5-bonden – vit kan försvara den med springaren från h7 och hindra att f-bonden går fram.
78.b6 Sxb6 79.Kxb6 Ke7 80.Kc7 Kf8 81.Kd7 Kg7 82.Ke7 Kh8 83.Se8 Kg8 84.Kf6 uppgivet.
I nästa partiexempel utnyttjar vit att en springare inte kan stoppa två fribönder som är understödda av sin kung.
64.Sc3! Sc7
Efter 64...Kxb4 65.Sxb5 Kxb5 66.a7 går bonden i dam.
65.Sbxd5!
Vit offrar en springare vilket ger honom tid att tränga fram med kungen medan svart hämtar fribonden på a-linjen.
65...Sexd5 66.Sxd5 Sxd5 67.a7 Sc7 68.Kd4 Kb6 69.Ke5 Kxa7
Se det andra diagrammet.
70.Kxf5 Sd5 71.Kg6 Sxe3 72.Kxh6 uppgivet.
Svarts springare kan inte hindra bönderna.